# Grotte du Castellas
La grotte du Castellas est une grotte située sur la commune de Dourgne, dans le département du Tarn (81), dans la vallée du Taurou. Elle est connue depuis 1947 par les spéléologues. Elle a été classée réserve naturelle volontaire en 1997, pour la protection de sa colonie de chauves-souris abritant au moins cinq des espèces protégées. La réserve occupait alors une surface d'environ 8 hectares.

## Histoire du site et de la réserve
La grotte du Castellas a été découverte à la suite de l'exploitation d'une carrière. La première visite par le groupe spéléologique de Dourgne a eu lieu le 20 septembre 1947.
Des discussions ont été entamées entre spéléologues et naturalistes dès 1980, elles ont donnée lieu à un classement de la grotte en RNV, en 1997. La loi « démocratie de proximité » du 27 février 2002 transforme les RNV en réserves naturelles régionales (RNR), sous réserve du renouvellement du classement. Pour le Castellas, le classement n'ayant pas été renouvelé, elle est par conséquent déclassée.
La grotte du Castellas fait partie d'une ZNIEFF de type 1, avec la vallée de Baylou et le désert de Saint-Férréol.

## Description
Elle s'ouvre à 330 m d'altitude et sa dénivellation est de 57 m.

## Écologie (biodiversité, intérêt écopaysager…)
La grotte du Castellas est utilisée par des minioptères de Schreibers et des Grands et petits Murins pour la mise bas et par des Grands Rhinolophes pour l'hivernage.